# Mesoligia obscura
Mesoligia obscura là một loài bướm đêm trong họ Noctuidae.